# Sumbermiri
Sumbermiri is een bestuurslaag in het regentschap Nganjuk van de provincie Oost-Java, Indonesië. Sumbermiri telt 400 inwoners (volkstelling 2010).